# Dimeropygiella
Dimeropygiella es un genero extinto de una clase bien conocida de artrópodos marinos fósiles, los trilobites. Vivió durante la etapa arenig del Período Ordovícico, hace aproximadamente entre 478 y 471 millones de años.